# Réserve de biodiversité Opasatica
La réserve de biodiversité Opasatica est une réserve de biodiversité du Québec située à Rouyn-Noranda et au Témiscamingue. Cette aire protégée de 334 km2 a pour objectif de protéger un écosystème représentatif de la région naturelle des basses-terres du lac Témiscamingue. Elle a été créée le 13 mars 2019 et est administrée par le ministère de l'Environnement et de la Lutte contre les changements climatiques.

## Toponymie
Le nom de la réserve reprend celui du lac Opasatica. Il s’agit d'un terme algonquin qui signifie selon les sources « lac entouré de peupliers », « détroit des peupliers » ou bien « lac fermé par les trembles ».

## Géographie
La réserve de biodiversité Opasatica est localisée en grande partie dans la ville de Rouyn-Noranda et le reste dans la municipalité du canton de Nédélec. Elle est située à 25 km à l'est du centre-ville de Rouyn-Noranda et sa limite ouest est sur la frontière entre l'Ontario et le Québec. Sa superficie est de 334,4 km2. Elle est desservie par des chemins forestiers accédant à la route 117 au nord et à la route 101 au sud-est.
Elle est située dans la province géologique du Supérieur, une des subdivisions du Bouclier canadien. Le socle est composé de roche de l'Archéen formé il y a 2,5 milliards d'années. Le substratum principal est des roches granitiques. À proximité du lac Hébert, on retrouve du conglomérat d'origine sédimentaire. Le nord de la réserve est composé de roches volcaniques ultramafiques et de paragneiss. Lors de la fonte de l'inlandsis laurentidien, il y a 8 500 ans, la région a été recouverte par le lac glaciaire Barlow-Ojibway. Le lac a laissé une épaisse couche de sédiments glacio-lacustres, principalement du limon et de l'argile. L'érosion produite par les vagues du lac a dégagé le sommet des collines du limon qui les recouvrait. Deux eskers sont présents sur le territoire, le premier formant une presqu’île sur le lac Dufay et le second étant situé le long de la frontière est de la réserve.
L'altitude de la réserve varie entre 265 et 390 m avec une altitude moyenne de 300 m.
La réserve se divise en quatre unités écologiques distinctes. De sa superficie, le lac Opasatica en forme une à lui tout seul. Le nord de la réserve est formé par une plaine glacio-lacustre composée d'argile et de limon ponctué de buttons de till. On y retrouve aussi quelques dépressions comblées par des tourbières ombrotrophes minces. Elle est traversée par une crête orientée nord-est-est / sud-ouest-ouest. Cette crête est formée par l'érosion différenciée d'un dyke.
Au sud de cette unité, on retrouve un plateau surélevé de 40 à 50 mètres par rapport à la plaine. Il est composé d'affleurements rocheux sur un till mince. Les dépressions y sont également occupées par des tourbières. La dernière unité, à l'ouest de la réserve est composé de buttons de till d’épaisseur variable avec des affleurements rocheux dépassant la plaine glacio-lacustre. Aux lacs Hébert et Dufay, on retrouve des dépôts fluvioglaciaires composés de sable et de gravier.
La totalité de la réserve de biodiversité est localisée dans le bassin hydrographique de la rivière des Outaouais. Les milieux aquatiques couvrent 20% de la superficie de la réserve. Le lac Opasatica mesure 33 km de long et la partie nord, la plus large, peut atteindre 6 km de largeur. Cette partie comprend de nombreuses baies, telles les baies Klock, Lamy, Verte et à l'Orignal. La partie sud est plus étroite et sa largeur ne dépasse pas le kilomètre, à l'exception de la baie Solitaire. C'est d'ailleurs par cette baie que le lac se décharge via la rivière Solitaire dans le lac Rémigny. La réserve possède neuf autres lacs Hébert, Dufay, Montalais et Granville, Bull Rock et le Petit lac Bull Rock.
La réserve est sous influence d'un climat continental de type sub-polaire doux, sub-humide à longue saison de croissance. La température moyenne y varie entre 1,9 °C et 4,5 °C et les précipitations entre 800 et 1 359 mm. La saison de croissance moyenne est de 180 à 209 jours.

## Histoire
On retrouve 16 sites archéologiques dans le territoire de la réserve concentrés dans trois secteurs, le premier étant autour du lac Buies, le second sur le pourtour de la baie à Beaupré et le troisième sur la rive ouest au sud de la baie Lamy. Le plus vieux site date de 4 500 ans avant aujourd'hui et est l'un des rares sites au Québec à contenir des peintures rupestres.
En 2004, le gouvernement du Québec crée la réserve de biodiversité projetée du lac Opasatica, assurant la protection du lac Opasatica et de la partie ouest de celui-ci. En 2007, le Bureau d’audiences publiques sur l’environnement se voit confier le mandat de tenir des consultations publiques sur cette réserve ainsi que pour trois autres. Elle remet son rapport le 8 août 2007 au ministre du Développement durable, de l'Environnement et des Parcs. Le rapport recommandait de créer la réserve. Lors de sa création le 13 mars 2019, la superficie de la réserve passe de 245 km2 à 334,4 km2.

## Flore
Un inventaire de secteurs ciblés réalisé en 2011 a permis de répertorier dans la réserve 335 espèces de plantes vasculaires, une espèce de lichens, trois espèces de champignons et une espèce de Bryophytes. Aucun inventaire floristique exhaustif n'a été réalisé sur la totalité du territoire de la réserve.
La forêt recouvre 70 % du territoire, qui est répartie à 49 % pour les forêts mélangées, à 44 % pour les forêts résineuses et à 7 % pour les peuplements de feuillus. Les principaux peuplements sont des pessières à épinette noire et des peuplements de feuillus intolérants comme les bétulaies à bouleau à papier. On retrouve une concentration de peuplement de thuya occidental près des lacs Opasatica, Hébert du Dufay. Les sites mésiques y sont occupés par des peuplements mélangés de bouleaux jaunes et de résineux, comme le sapin baumier, l'épinette blanche et le thuya occidental, L'érable à sucre y est à sa limite nordique de distribution. Elle est constituée de 43 % de forêt d'âge moyen (entre 40 et 80 ans), de 36 % de jeunes forêts et de 21 % de forêts matures. Les forêts d'âges moyens se concentrent principalement sur le plateau au sud est alors que les forêts matures se retrouvent dans la plaine glacio-lacustre au nord de celle-ci.
On y retrouve quatre écosystèmes forestiers exceptionnels, soit la forêt rare de la Baie-à-l'Orignal et les forêts anciennes du Lac-Opasatica, de la Baie-à-Beaupré et de la Rivière-Granville.

## Faune
Aucun inventaire faunique n'a été réalisé sur le territoire de la réserve. Il pourrait s'y retrouver avec les espèces présentes dans les sapinières de l'ouest du Québec. Selon la littérature. on y retrouverait le lièvre d'Amérique, l'ours noir, l'écureuil roux, le castor du Canada, le rat musqué, le porc-épic d'Amérique, le renard roux, la martre d'Amérique, la belette à longue queue, le pékan, le vison d'Amérique, le coyote, le loup gris, la loutre de rivière, le lynx du Canada, l'orignal, le cerf de Virginie et sept espèces de chauve-souris. Il y aurait une cinquantaine d'espèces de mammifères qui fréquenteraient le centre de l'Abitibi-Témiscamingue.
Les inventaires de la faune aviaire ont permis de déterminer que 109 espèces, dont deux espèces susceptibles d’être désignées menacées ou vulnérables et une vulnérable. Il y a une héronnière de 40 nids qui se retrouve sur l'île Ronde du lac Opasatica. On retrouve 22 espèces de l'herpétofaune en Abitibi-Témiscamingue. 24 espèces de poissons ont été répertoriées dans le lac Opasatica, on y retrouve entre autres le doré jaune, le grand brochet, la perchaude, le grand corégone, et l'achigan à petite bouche. On note aussi la présence de la barbotte brune, le meunier noir le méné émeraude, le méné à queue tachetée, la lotte, l'omisco, le doré noir et le chabot visqueux. Les lacs Hébert de Dufay ont des frayères à doré jaune et certains ruisseaux sont fréquentés par l'omble de fontaine.